# مراد طاهباز
مراد طاهباز یک تاجر ایرانی-آمریکایی و همچنین دارای تابعیت بریتانیا است. طاهباز عضو هیئت مدیره و از بنیانگذاران مؤسسه حیات وحش میراث پارسیان است.وی فرزند قاسم طاهباز است.

## بازداشت
در بهمن ۱۳۹۶، مقامات امنیتی ایرانی طاهباز را به همراه هشت فرد دیگر وابسته به مؤسسهٔ حیات وحش میراث پارسیان دستگیر کردند.
پس از دستگیری و مرگ مشکوک مدیر عامل مؤسسه حیات وحش میراث پارسیان، دولت ایران کمیته ای جهت بررسی پرونده فعالان محیط زیست تشکیل داد.
وزارت اطلاعات و شورای امنیت ملی ایران فعالیت‌های محیط زیستی مراد طاهباز و سایر همکارانش در مؤسسه حیات وحش پارسیان را مصداق جاسوسی ندانستند.
در بهمن ۱۳۹۸ با تأیید احکام صادره در دادگاه بدوی، قوهٔ قضاییهٔ ایران طاهباز را برای «همکاری با آمریکا به عنوان دولت متخاصم» به ۱۰ سال زندان و «رد وجوه دریافتی از دولت آمریکا» محکوم کرد.
وزارت خارجه ایالات متحده آمریکا در خرداد ۱۳۹۹ و در روز جهانی محیط زیست با انتشار یک ویدیو نگرانی خود را از شرایط بازداشت مراد طاهباز در ایران اعلام کرد و آزادی این فعال محیط زیست را خواستار شد. همچنین از دولت‌های جهان دعوت کرد تا نسبت به بازداشت ناعادلانه طاهباز و سایر همکارانش در ایران واکنش نشان دهند.

## آزادی موقت
لیز تراس، وزیر خارجه بریتانیا گفته همزمان با آزادی نازنین زاغری و انوشه آشوری، مراد طاهباز دیگر شهروند بریتانیایی موقتاً از زندان آزاد شده‌است. این آزادی‌ها پس از پرداخت غرامت ۵۳۰ میلیون دلاری بریتانیا به جمهوری اسلامی صورت گرفت. آزادی موقت طاهباز، تنها ۴۸ ساعت به طول انجامید و پس از آن به زندان بازگردانده شد.

## آزادی کامل
در سال ۲۰۲۳ ایران و آمریکا با میانجی‌گری قطر توافق کردند که پنج ایرانی-آمریکایی زندانی در ایران از جمله مراد طاهباز را با پنج ایرانی زندانی در آمریکا مبادله کنند و حدود ۶ میلیارد دلار پول نفت ایران که در بانک‌های کره‌جنوبی به دلیل تحریم‌ها مسدود شده بود، به بانک‌های قطر منتقل کنند. سیامک نمازی، عماد شرقی، مراد طاهباز و دو زندانی دیگر که نامی از آنها برده نشده‌است، براساس توافق صورت گرفته میان ایران و ایالات متحده آمریکا، ۲۷ شهریور ۱۴۰۲ از ایران خارج شدند و به دوحه رسیده و راهی آمریکا شدند.